# Dunapataj
Dunapataj je vas na Madžarskem, ki upravno spada pod podregijo Kalocsai Županije Bács-Kiskun.